# Lotononis basutica
Lotononis basutica är en ärtväxtart som beskrevs av Edwin Percy Phillips. Lotononis basutica ingår i släktet Lotononis och familjen ärtväxter. Inga underarter finns listade i Catalogue of Life.